# Kelis
Kelis Rogers (Nova Iorque, Nova Iorque, Estados Unidos, 21 de Agosto de 1979), mais conhecida por Kelis, é uma cantora norte-americana. 
Apesar de ser uma intérprete versátil, a maior parte dos trabalhos de Kelis concentram-se no R&B, sendo ela considerada como um dos mais bem-sucedidos nomes do R&B americano dos anos 2000
Kelis é vencedora de um BRIT Award e foi nomeada para dois Grammy Awards.

## Biografia
Kelis nasceu e foi criada em Harlem. O seu primeiro nome é uma palavra-valise de seu pai Kenneth e de sua mãe Eveliss. Kenneth é um músico afro-americano de jazz, ministro pentecostal e professor da Wesleyan University. Sua mãe Eveliss é criadora de moda.
Em Março de 2007, Kelis foi presa pela polícia em Miami Beach, Flórida, por conduta imprópria. Foi libertada mais tarde sob uma fiança de 1 500 dólares.
Kelis foi casada com o rapper Nas; o filho do casal, Knight, nasceu em 2009. Em Abril do mesmo ano, a revista People escreveu que Kelis, na época com sete meses de gravidez, preparava o divórcio de Nas.
Kelis começou a gravar o seu disco de estreia no final de 1998. Kaleidoscope foi lançado a 7 de Dezembro de 1999. Desde o seu lançamento vendeu cerca de 249 mil cópias, segundo Nielsen SoundScan. A British Phonographic Industry certificou o álbum Ouro, tendo vendido mais de 100 mil cópias no Reino Unido.
O seu segundo disco, Wanderland, foi editado dois anos depois, a 17 de Outubro de 2001. De acordo com a cantora, a gravadora Virgin Records não "compreendeu" o álbum. O disco teve pouco impacto a nível mundial.
Foi então em 2003, que a cantora teve o sucesso esperado há muito. O seu terceiro disco, Tasty, foi editado a 5 de Dezembro de 2003. De acordo com Nielsen SoundScan, o álbum vendeu 533 mil cópias só nos Estados Unidos, e o seu single mais popular "Milkshake" atingiu o Ouro. O mesmo single foi um sucesso na Europa. De acordo com a British Phonographic Industry (BPI), o álbum foi certificado Platina no Reino Unido,, vendendo mais de 300 mil cópias, e o single "Milkshake" foi Prata. Já o segundo single, "Trick Me", não teve tanto sucesso nos Estados Unidos.
O quarto álbum de estúdio, Kelis Was Here, foi lançado a 22 de Agosto de 2006. O disco vendeu apenas 157 mil cópias nos Estados Unidos, de acordo com Nielsen SoundScan. O single "Bossy" foi certificado Platina em Dezembro de 2006, pela RIAA. No Reino Unido, o disco vendeu 60 mil cópias e foi certificado Prata pela BPI.
A 1 de Março de 2008, Kelis lança a sua primeira compilação, The Hits.

## Outros projetos
Atualmente Kelis está escrevendo um livro de cozinha e preparando a sua própria linha de acessórios, chamada de Cake. Está também trabalhando com Ashanti no negócio dos sapatos altos, chamada "KeShany Heels".
Está também em conversações para o seu próprio projeto televisivo para o canal VH1, e está fazendo audições para alguns papéis para TV e cinema.
Kelis fez participação na versão remix da música "Oceania", de Björk.

## Discografia

### Álbuns de estúdio
- 1999 - Kaleidoscope
- 2001 - Wanderland
- 2003 - Tasty
- 2006 - Kelis Was Here
- 2010 - Flesh Tone
- 2014 - Food

### Compilações
- 2008 - The Hits

### Trilhas Sonoras
- 2004 - Mean Girls
- 2004 - Just Like Heaven
- 2005 - Step Up

### Singles
- "Caught Out There"
- "Good Stuff"
- "Get Along with You"
- "Young, Fresh n' New"
- "Milkshake"
- "Trick Me"
- "Millionaire"
- "In Public"
- "Bossy"
- "Blindfold Me"
- "Lil Star"
- "I Don't Think So"
- "Acapella"
- "4th of July (Fireworks)"
- "Scream"
- "Brave"
- "Jerk Ribs"
- "Friday Fish Fry"

## Prêmios e indicações
| Ano  | Trabalho       | Prémio                                              | Resultado |
| ---- | -------------- | --------------------------------------------------- | --------- |
| 2001 |                | BRIT Awards, International Female Breakthrough Act  | Venceu    |
| 2004 | "Milkshake"    | MTV Europe Music Awards, Best R&B                   | Indicação |
| 2004 | "Milkshake"    | Grammy Award for Best Urban/Alternative Performance | Indicação |
| 2005 |                | BRIT Awards, International Female Solo              | Indicação |
| 2007 | Kelis Was Here | Best Contemporary R&B Album                         | Indicação |
| 2007 | "Bossy"        | Urban Music Awards, Best Music Video                | Indicação |
| 2007 |                | Urban Music Awards, Best R&B Act                    | Indicação |